# Raszowa (Basse-Silésie)
Pour les articles homonymes, voir Raszowa.
Raszowa est une localité polonaise de la gmina et du powiat de Lubin en voïvodie de Basse-Silésie.